# Instituto de Tecnologia de Alimentos

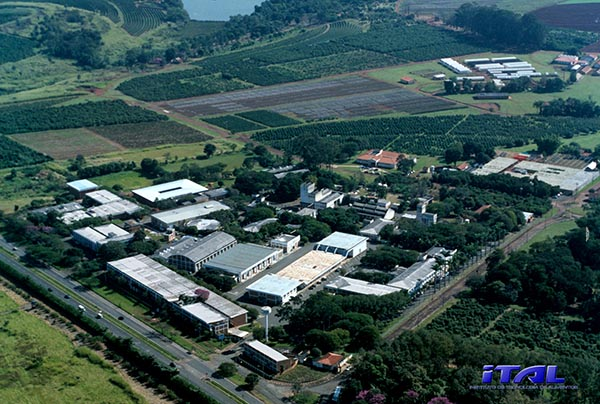
Imagem aérea do ITAL

O Instituto de Tecnologia de Alimentos (ITAL) é uma instituição de pesquisa, desenvolvimento, assistência tecnológica, inovação e difusão do conhecimento nas áreas de alimentos e embalagens. Vinculado a Secretaria de Agricultura e Abastecimento do Estado de São Paulo e a Agência Paulista de Tecnologia dos Agronegócios (APTA), o ITAL está localizado na cidade de Campinas.

## Histórico e Atualidade
Fundado em 1963, como Centro Tropical de Pesquisas e Tecnologia de Alimentos (CTPTA), o ITAL atualmente concentra suas atividades em três grandes áreas, especializadas em tecnologia, ciência e qualidade de alimentos e embalagem.
A área de tecnologia inclui unidades especializadas em produtos cárneos, cereais, chocolate, balas, confeitos, produtos de panificação, laticínios, frutas, hortaliças, engenharia de processos industriais e tecnologia de pós-colheita. Já a área de ciência e qualidade abrange laboratórios de análises químicas, físicas, sensoriais e microbiológicas. A área de embalagem, por fim, possui setores especializados em materiais metálicos, vidro, plástico, celulósicos e de distribuição e transporte.
Hoje, o ITAL se destaca por desenvolver tecnologias que ampliam o “tempo de prateleira” dos produtos e viabilizam o aproveitamento de resíduos de processamentos. Os projetos ligados à saúde do consumidor e à segurança de alimentos estão no foco da atividade científica do ITAL-APTA. São desenvolvidos produtos diet, light e funcionais, como o hambúrguer light e enriquecido com colágeno, proteína benéfica à saúde.
Para empresas, o ITAL oferece serviços de consultoria, capacitação e análises, com garantia de isenção e competência.
De acordo com seu plano estratégico, o ITAL tem orientado suas atividades para a geração de projetos de inovação, realizando investimentos para o estudo das tendências do setor de alimentos, estabelecimento de parcerias e formação de redes de colaboração, envolvendo o setor privado e outros stakeholders do setor de alimentos.
Dessa forma, o ITAL almeja ampliar a transferência de conhecimento acumulado em sua produção nas áreas de ciência e tecnologia, para a geração de novos produtos, processos e embalagens, aumento da qualidade e produtividade industrial, redução dos custos de produção, entre outras ações destinadas ao aumento da competitividade do setor de alimentos e melhoria da alimentação e nutrição da sociedade.

## Áreas de Atuação
O ITAL atua em diversas áreas relacionadas a alimentos, desde carnes, frutas e até embalagens. É dividido em centros de pesquisa e unidades laboratoriais, cada um atuante em uma especialidade:
- Cereal Chocotec (Centro de Cereais, Chocolate, Balas e Confeitos)
- Cetea (Centro de Tecnologia de Embalagem)
- CTC (Centro de Pesquisa e Desenvolvimento de Carnes)
- GEPC (Grupo de Engenharia e Pós-Colheita)
- Lafise (Unidade Laboratorial de Referência de Análises Físicas, Sensoriais e Estatística)
- Microbiologia (Unidade Laboratorial de Referência de Microbiologia)
- Fruthotec (Centro de Pesquisa e Desenvolvimento de Frutas e Hortaliças)
- Química (Centro de Pesquisa e Desenvolvimento de Química de Alimentos e Nutrição Aplicada)
- Tecnolat (Centro de Pesquisa e Desenvolvimento de Laticínios)
- Cial (Centro de Comunicação e Transferência de Conhecimento)

Além dos Centros de Pesquisa, o ITAL também possui uma estrutura de apoio à geração de projetos de inovação tecnológica no setor de alimentos e embalagens.
- Plataforma de Inovação Tecnológica do ITAL

## Certificação
O ITAL é certificado na norma ISO 9001 (Certificadora DQS), desde abril de 1998. Possui ensaios que foram habilitados na norma ISO/IEC 17025 e controlados pela REBLAS/ANVISA até 2009 e hoje são controlados por auditorias internas semestrais, devido à ANVISA ter descontinuado esse tipo de certificação. Possui também 46 ensaios acreditados pelo INMETRO na norma NBR ISO/IEC 17025.